# 定州碑刻群
定州碑刻群，位于中国河北省保定市市内，为保定市定州市的一个省级文物保护单位，类型为石刻，公布时间为1993年7月15日。
定州碑刻群的历史年代为北朝一清。